# مریدین‌ویل (آلاباما)
مریدین‌ویل (به انگلیسی: Meridianville) شهرکی در شهرستان مدیسون ایالت آلاباما است که مساحت آن ۴۰٫۳۹ کیلومترمربع است و در سرشماری سال ۲۰۱۰ میلادی، ۶٬۰۲۱ نفر جمعیت داشته و تراکم جمعیتی آن، ۱۴۹٫۰۷ در کیلومترمربع بوده است.